# Lispe barbipes
Lispe barbipes är en tvåvingeart som beskrevs av Stein 1908. Lispe barbipes ingår i släktet Lispe och familjen husflugor. Inga underarter finns listade i Catalogue of Life.